# FC Maramureș Universitar Baia Mare
Fotbal Club Maramureş Universitar Baia Mare byl rumunský fotbalový klub sídlící ve městě Baia Mare. Klub byl založen v roce 2010 jako pokračovatel slavného FC Baia Mare. Rozpuštěn byl v roce 2013 po sestupu z Ligy II.

## Úspěchy
- Liga III ( 1x )
  - 2010/11

## Poslední soupiska
| Číslo |          | Pozice | Hráč             |
| ----- | -------- | ------ | ---------------- |
|       | Rumunsko | B      | Alexandru Lovasz |
|       | Rumunsko | B      | Gabriel Danciu   |
|       | Rumunsko | O      | Dorin Toma       |
|       | Itálie   | O      | Emanuele De Rosa |
|       | Francie  | O      | Sydney Faye      |
|       | Rumunsko | O      | Ciprian Duruș    |
|       | Rumunsko | O      | Mihai Istrofor   |
|       | Rumunsko | O      | Marius Hodor     |

| Číslo |          | Pozice | Hráč          |
| ----- | -------- | ------ | ------------- |
|       | Rumunsko | Z      | Petru Negrea  |
|       | Rumunsko | Z      | Răzvan Fritea |
|       | Rumunsko | Z      | Marian Urs    |
|       | Rumunsko | Ú      | Florin Achim  |
|       | Rumunsko | Ú      | Vasile Pop    |
|       | Rumunsko | Ú      | Mihai Deac    |
|       | Rumunsko | Ú      | Marius Feraru |